# Bahnhof Almere Parkwijk
Der Bahnhof Almere Parkwijk ist ein Bahnhof der niederländischen Stadt Almere sowie der am viertstärksten frequentierte Bahnhof Almeres. Der Bahnhof befindet sich im Stadtteil Almere Stad. Er wird von zehn Buslinien angefahren. Am Bahnhof verkehren nationale Regional- und Fernverkehrszüge.

## Geschichte
Der Bahnhof wurde am 1. Februar 1996, als vierter Bahnhof in Almere, an der Bahnstrecke Weesp–Lelystad eröffnet.

## Streckenverbindungen
Im Jahresfahrplan 2023 verkehren folgende Linien am Bahnhof Almere Parkwijk:
| Zugtyp   | Linienverlauf | Frequenz                                                                                             |
| -------- | --- | --- |
| Sprinter | Hoofddorp – Schiphol Airport – Amsterdam Zuid – Weesp – Almere Centrum – Almere Parkwijk – Almere Oostvaarders                                                              | halbstündlich (fährt abends und am Wochenende nicht zwischen Almere Centrum und Almere Oostvaarders) |
| Sprinter | (Den Haag Centraal –) Leiden Centraal – Schiphol Airport – Amsterdam Sloterdijk – Amsterdam Centraal – Weesp – Almere Centrum – Almere Parkwijk – Lelystad Centrum – Zwolle | halbstündlich (fährt nur abends und am Wochenende zwischen Den Haag Centraal und Leiden Centraal)    |